# 58682 Альонасолсова
58682 Альонасолсова (1998 AL8, 2001 UR83, 58682 Alenašolcová) — астероїд головного поясу, відкритий 10 січня 1998 року.
Тіссеранів параметр щодо Юпітера — 3,368.